# 金县白头翁
金县白头翁（学名：Pulsatilla chinensis var. kissii）为毛茛科白头翁属下的一个变种。

## 扩展阅读
- 維基物種上的相關：金县白头翁